# 黑猫 (漫威漫画)
參數所指定的目標頁面不存在，建議更正成存在頁面或直接建立下列一個頁面（建立前請先搜尋是否有合適的存在頁面可以取代）：
- 黑貓 (消歧義)

黑猫（英語：Black Cat）是漫威漫畫的一位反英雄角色，有时作为超级反派出现。由Marv Wolfman和Keith Pollard所创。首次出现在《驚奇蜘蛛人》#194（1979年7月）。
黑猫在《Comics Buyer's Guide》的漫画100位最性感女性中排名第二十七。

## 经历
黑貓的本名為菲莉西亞·哈迪（Felicia Hardy），她的父親曾經是世界知名的大盗“靈貓”華特·哈迪（英語：Walter Hardy）。菲莉西亞在大學一年級時曾經受過創傷。後來她苦練格鬥技巧和犯罪技巧並追隨其父的脚步，並以黑貓的裝扮示人。

## 能力與裝備
黑貓本來並沒有任何超能力，但她努力學習各種武術，並鑽研過身為盜賊的父親的盜竊技巧。
在跟蜘蛛人保持了一段曖昧的關係後，想要獲得超能力以便於更接近蜘蛛人的黑貓接受了金霸王的邀請，使用特殊儀器令自己的體能獲得了各種程度的提升。
除此之外，黑貓還有其他的裝備：例如一雙使她能保持超人的平衡感的耳環、一副具有夜視和紅外線偵測功能的隱形眼鏡、一雙藏有利爪的手套以及帶有爪鉤的裝備讓她可以在大樓間四處移動。

## 其他媒体

### 電影
- - 《蜘蛛人驚奇再起2：電光之戰》（2014年），由費莉絲蒂·瓊斯飾演。

- 索尼影業蜘蛛人宇宙
  - 《银貂与黑猫》，原定以黑猫和银貂为主角，后于2018年8月宣布取消。

### 游戏
- 《蜘蛛侠》：1991年出品的游戏。
- 《蜘蛛侠和毒液：大屠杀》：1994年出品的游戏。
- 《蜘蛛侠2》：2004年出品的游戏。
- 《蜘蛛侠：敌友难辨》：2007年出品的游戏。
- 《蜘蛛侠：暗影之网》：2008年出品的游戏。
- 《蜘蛛侠：破碎维度》：2010年出品的游戏。
- 《蜘蛛侠：时间边缘》：2011年出品的游戏。
- 《漫威：未來之戰》：手機遊戲，黑貓是玩家可使用角色之一。
- 《蜘蛛俠》：由傑姆·林恩·埃文斯（jayme lynn evans）飾演，埃莉卡·林貝克（英语：Erica Lindbeck）配音[2]。正式登場則在DLC「不夜城」第一集和第三集中[3]。
- 《漫威超級戰爭》
- 《蜘蛛人2》